# Earl of Lovelace

Wappen der Earls of Lovelace

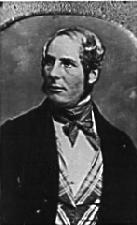
William King-Noel, 1. Earl of Lovelace

Earl of Lovelace war ein erblicher britischer Adelstitel in der Peerage of the United Kingdom.
Der Titel wurde am 30. Juni 1838 an William King, 8. Baron King verliehen, zusammen mit dem nachgeordneten Titel Viscount Ockham, of Ockham in the County of Surrey. Beide Titel sind 2018 erloschen.

## Geschichte des Titels
Die Familien King beziehungsweise Locke-King stammten ab von den Nachkommen von Jerome King, einem Lebensmittelhändler aus Exeter, und dessen Ehefrau Anne Locke, einer Großnichte des Philosophen John Locke. Deren Sohn war Peter King, ein bekannter Rechtsanwalt und Politiker, der zwischen 1724 und 1725 Präsident (Chief Justice) des Court of Common Pleas sowie im Anschluss von 1725 bis 1733 Lordkanzler von Großbritannien war. 1725 wurde King in der Peerage of Great Britain zum Baron King, of Ockham in the County of Surrey, erhoben und damit zum Mitglied des House of Lords.
Bei seinem Tod wurde sein ältester Sohn John zum 2. Baron King, dieser war zuvor Mitglied des House of Commons und vertrat in diesem die Wahlkreise Launceston sowie Exeter. Er starb bereits 1740 im Alter von 34 Jahren ohne männlichen Nachkommen. Daraufhin folgten ihm seine drei jüngeren Brüder Peter, William und Thomas als 3., 4. und 5. Baron King, ehe schließlich der 5. Baron King 1779 durch seinen Sohn als 6. Baron King beerbt wurde.
Dessen Sohn, der 7. Baron King, war ein Politiker der Whigs und Schriftsteller. Bei seinem Tod 1833 erbte sein ältester Sohn William King den Titel als 8. Baron King. 1835 heiratete er seine erste Frau Hon. Ada Noel, die einzige Tochter des Dichters George Noel, 6. Baron Byron, und dessen Ehefrau Anne Noel, 11. Baroness Wentworth. Ihre Mutter war mütterlicherseits eine Ururenkelin einer Tochter des John Lovelace, 2. Baron Lovelace (1616–1670), dessen Titel Baron Lovelace 1736 erloschen war.
1838 wurde der 8. Baron King zum Earl of Lovelace und Viscount Ockham erhoben. Der Viscounttitel wird seither auch vom Heir Apparent des jeweiligen Earls als Höflichkeitstitel geführt wird. 1852 verstarb seine erste Ehefrau Ada. 1860 nahm er mit Königlicher Lizenz den zusätzlichen Familiennamen und das Wappen der Familie „Noel“ an, nach der Familie der Mutter seiner ersten Gattin, der 11. Baroness Wentworth. 1865 heiratete er in zweiter Ehe Jane Crawford Jenkins und hatte mit dieser einen zweiten Sohn, der später 3. Earl of Lovelace wurde.
Sein ältester Sohn Byron King-Noel, Viscount Ockham folgte seiner 1860 verstorbenen Großmutter mütterlicherseits, als 12. Baron Wentworth. Dieser Titel ist als Barony by writ auch in weiblicher Linie vererbbar. Er starb allerdings kinderlos zwei Jahre später 1862 und damit rund 30 Jahre vor seinem Vater. Beim Tod des 1. Earl of Lovelace, 1893, erbte daraufhin dessen zweiter Sohn Ralph den Titel als 2. Earl of Lovelace, der seit dem Tod seines älteren Bruders, 1862, bereits 13. Baron Wentworth war. 1861 hatte dieser mit königlicher Lizenz den Familiennamen „King-Milbanke“ angenommen. Da er keine Söhne hatte, fiel sein Titel des Baron Wentworth bei seinem Tod, 1906, an seine Tochter Ada King-Milbanke als 14. Baroness, während seine nur in männlicher Linie vererbbaren übrigen Titel an seinen Halbbruder Lionel King als 3. Earl of Lovelace fielen.
Beim Tod des 3. Earls, 1929, erbte sein einziger Sohn als 4. Earl und bei dessen Tod, 1964, dessen einziger Sohn als 5. Earl seine Adelstitel. Beim kinderlosen Tod des 5. Earls am 31. Januar 2018 erloschen die Titel.
Als Familiensitz diente seit dem 1. Baron King das Landhaus Ockham Park, das allerdings bei einem Feuer 1948 weitgehend zerstört wurde. Seither diente Torridon House in Torridon als Familiensitz.

## Liste der Barone King und Earls of Lovelace

### Barone King (1725)
- Peter King, 1. Baron King (1669–1734)
- John King, 2. Baron King (1706–1740)
- Peter King, 3. Baron King (1709–1754)
- William King, 4. Baron King (1711–1767)
- Thomas King, 5. Baron King (1712–1779)
- Peter King, 6. Baron King (1736–1793)
- Peter King, 7. Baron King (1776–1833)
- William King, 8. Baron King (1805–1893) (1838 zum Earl of Lovelace erhoben)

### Earls of Lovelace (1838)
- William King-Noel, 1. Earl of Lovelace (1805–1893)
- Ralph Gordon Noel King, 2. Earl of Lovelace, 13. Baron Wentworth (1839–1906)
- Lionel Fortescue King, 3. Earl of Lovelace (1865–1929)
- Peter Malcolm King, 4. Earl of Lovelace (1905–1964)
- Peter Axel William Locke King, 5. Earl of Lovelace (1951–2018)